# البوثة
البوثة قرية سورية تتبع ناحية اليعربية في منطقة المالكية التابعة لمحافظة الحسكة. بلغ عدد سكانها 1036 نسمة عام 2004.
تقع على بعد 16 كم تقريبا إلى الغرب من مدينة اليعربية و13 كم إلى الشمال الغربي من الحدود مع العراق.